# Vittorio Messori
Vittorio Messori, född 16 april 1941 i Sassuolo, är en italiensk journalist och författare. Han har bland annat publicerat en intervjubok med påven Johannes Paulus II.

## Utgåvor på svenska[2]
- 1995 – Våga hoppas ISBN 91-7054-753-X